# Ве Нилл
Ве Нилл (англ. Ve Neill, настоящее имя — Мэри Флорес, англ. Mary Flores; род. 1951, Риверсайд, штат Калифорния, США) — американский визажист, мастер по созданию специального грима. Известна по работе над фильмами режиссёра Тима Бёртона: «Эдвард Руки-ножницы», «Марс атакует!», «Суини Тодд, демон-парикмахер с Флит-стрит» и других.
Обладательница многих престижных наград кино и телевидения, в том числе трёх премий «Оскар» за лучший грим к фильмам: «Битлджус», «Миссис Даутфайр» и «Эд Вуд» (всего номинировалась на «Оскар» 8 раз в 1989—2008 годах). Также работала над созданием образа капитана Джека Воробья в серии фильмов «Пираты Карибского моря», за что была вновь номинирована на «Оскар» и награждена премиями BAFTA и «Сатурн». В общей сложности была гримёром к более чем 60 фильмам.

## Фильмография
Спецэффекты
- 1988 — Кокон: Возвращение

Гримёр
- 1977 — Cinderella
- 1977 — Царство пауков
- 1977 — Личное досье Джона Эдгара Гувера
- 1978 — Лазерный взрыв
- 1979 — Путешествие в Ад
- 1979 — Во тьме
- 1979 — Звёздный путь: Фильм
- 1980 — День, когда время закончилось
- 1980 — С девяти до пяти

| - 1981 — Невероятно уменьшившаяся женщина - 1982 — Меч и колдун - 1982 — Lily for President? (TV) - 1982 — Монти Пайтон в Голливуде - 1982 — Фарс - 1983 — Jane Doe (TV) - 1983—1987 — Команда «А» (сериал) (61 эпизод, 1983—86) - 1985 — Радиоактивные грёзы - 1986—1990 — Пи-Ви (сериал) (эпизод: «Open House», 1987) - 1987 — Пропащие ребята - 1988 — Christmas Special (TV) - 1988 — Битлджус - 1990 — Дик Трейси - 1990 — Коматозники - 1990 — Эдвард Руки-ножницы - 1991 — Кудряшка Сью - 1991 — Капитан Крюк - 1992 — Бэтмен возвращается - 1992 — Хоффа - 1993 — Миссис Даутфайр - 1994 — Эд Вуд - 1994 — Джуниор - 1994 — Кобб - 1995 — Бэтмен навсегда - 1996 — Матильда - 1996 — Марс атакует! - 1997 — Сияние (мини-сериал) - 1997 — Бэтмен и Робин - 1997 — Гаттака - 1997 — Амистад - 1998 — С Земли на Луну (сериал) (2 эпизода) - 1999 — A Tribute to the Wizard of Oz | - 1999 — Стигматы - 1999 — Человек на Луне - 2000 — Гринч — похититель Рождества - 2001 — Кокаин - 2001 — Искусственный разум - 2002 — Убить Смучи - 2002 — Jack Pierce: The Man Behind the Monsters - 2002 — Остин Пауэрс: Голдмембер - 2003 — Пираты Карибского моря: Проклятие «Чёрной жемчужины» - 2003 — Дюплекс - 2004 — Амнезия / Twisted - 2004 — Хроники Риддика - 2005 — Константин: Повелитель тьмы - 2005 — Синоптик - 2006 — Пираты Карибского моря: Сундук мертвеца - 2006 — Эрагон - 2007 — Creature People - 2007 — Пираты Карибского моря: На краю Света - 2007 — I’m Calling Frank - 2007 — Суини Тодд, демон-парикмахер с Флит-стрит - 2008 — Barbiere, IL - 2008 — Секс-гуру - 2009 — Я люблю тебя, Филлип Моррис - 2009 — Солист - 2011 — Пастырь - 2011 — Что скрывает ложь - 2012 — Голодные игры - 2012 — Новый Человек-паук - 2013 — Гостья - 2013 — Голодные игры: И вспыхнет пламя - 2014 — Новый Человек-паук 2 |

## Награды и номинации
| Категория                                               | Год     | Фильм / телесериал                                     | Итог      |
| «Оскар»                                                 | «Оскар» | «Оскар»                                                | «Оскар»   |
| ------------------------------------------------------- | ------- | ------------------------------------------------------ | --------- |
| Лучший грим                                             | 1989    | • Битлджус                                             | Награда   |
| Лучший грим                                             | 1991    | • Эдвард Руки-ножницы                                  | Номинация |
| Лучший грим                                             | 1993    | • Бэтмен возвращается                                  | Номинация |
| Лучший грим                                             | 1993    | • Хоффа                                                | Номинация |
| Лучший грим                                             | 1994    | • Миссис Даутфайр                                      | Награда   |
| Лучший грим                                             | 1995    | • Эд Вуд                                               | Награда   |
| Лучший грим                                             | 2004    | • Пираты Карибского моря: Проклятие Чёрной жемчужины   | Номинация |
| Лучший грим                                             | 2008    | • Пираты Карибского моря: На краю света                | Номинация |
| BAFTA                                                   |         |                                                        |           |
| Лучший грим                                             | 1989    | • Битлджус                                             | Номинация |
| Лучший грим                                             | 1992    | • Эдвард Руки-ножницы                                  | Номинация |
| Лучший грим                                             | 1993    | • Бэтмен возвращается                                  | Номинация |
| Лучший грим                                             | 1995    | • Миссис Даутфайр                                      | Номинация |
| Лучший грим                                             | 1996    | • Эд Вуд                                               | Номинация |
| Лучший грим                                             | 2004    | • Пираты Карибского моря: Проклятие Чёрной жемчужины   | Награда   |
| Лучший грим                                             | 2007    | • Пираты Карибского моря: Сундук мертвеца              | Номинация |
| «Сатурн»                                                |         |                                                        |           |
| Лучший грим                                             | 1980    | • Звёздный путь                                        | Номинация |
| Лучший грим                                             | 1988    | • Пропащие ребята                                      | Номинация |
| Лучший грим                                             | 1990    | • Битлджус                                             | Награда   |
| Лучший грим                                             | 1993    | • Бэтмен возвращается                                  | Награда   |
| Лучший грим                                             | 1995    | • Эд Вуд                                               | Награда   |
| Лучший грим                                             | 1996    | • Бэтмен навсегда                                      | Номинация |
| Лучший грим                                             | 1998    | • Бэтмен и Робин                                       | Номинация |
| Лучший грим                                             | 2000    | • В поисках Галактики                                  | Номинация |
| Лучший грим                                             | 2004    | • Пираты Карибского моря: Проклятие «Чёрной жемчужины» | Номинация |
| Лучший грим                                             | 2007    | • Пираты Карибского моря: Сундук мертвеца              | Номинация |
| Лучший грим                                             | 2008    | • Пираты Карибского моря: На краю Света                | Награда   |
| Дневная премия «Эмми»                                   |         |                                                        |           |
| Outstanding Achievement in Makeup                       | 1988    | • Пи-Ви (телесериал) / Pee-wee’s Playhouse             | Награда   |
| Outstanding Achievement in Makeup                       | 1990    | • Пи-Ви (телесериал) / Pee-wee’s Playhouse             | Номинация |
| «Эмми»                                                  |         |                                                        |           |
| Outstanding Makeup for a Miniseries or a Special        | 1997    | • Сияние (телесериал)                                  | Награда   |
| Outstanding Makeup for a Miniseries, Movie or a Special | 1998    | • С Земли на Луну (телесериал)                         | Номинация |
| Phoenix Film Critics Society Awards                     |         |                                                        |           |
| Лучший грим                                             | 2004    | • Пираты Карибского моря: Проклятие «Чёрной жемчужины» | Номинация |
| Hollywood Makeup Artist and Hair Stylist Guild Awards   |         |                                                        |           |
| Best Period Makeup — Feature                            | 2004    | • Пираты Карибского моря: Проклятие «Чёрной жемчужины» | Награда   |
| Best Character Makeup — Feature                         | 2004    | • Пираты Карибского моря: Проклятие «Чёрной жемчужины» | Номинация |
| Hollywood Film Festival                                 |         |                                                        |           |
| Make-Up of the Year                                     | 2004    |                                                        | Награда   |